# Greg Rucka
Gregory Rucka (29 de novembro de 1969) é um escritor estadunidense de romances e quadrinhos. Ele é casado com a também escritora de quadrinhos Jen Van Meter.

## Biografia
Rucka nasceu em San Francisco, Califórnia, e cresceu na Costa Central da Califórnia, comumente chamada de país Steinbeck (Steinbeck Country).
Ele se formou em inglês pela Universidade de Vassar, e depois adquiriu o diploma de Master of Professional Writing Program pela Universidade do Sul da Califórnia.
Começou escrevendo profissionalmente aos 10 anos de idade, quando ganhou um concurso nacional de contos. Sua carreira começou, de fato, com a sua série Atticus Kodiak. Kodiak é um guarda-costas cujos trabalhos raramente são tão simples como eles a princípio aparentam. A série, até o momento, consiste nos livros Keeper, Finder, Smoker, Shooting at Midnight, Critical Space e Patriot Acts. Por seu trabalho em Kodiak, Rucka foi aclamado pela crítica e seu trabalho foi comparado ao da elite dos escritores da ficção dos gêneros de crime e suspense. Os romances da série Atticus são notáveis pelo realismo e atenção a detalhes, que são, em parte, produto do treinamento e experiência de Rucka como um EMT. Ele também escreveu três livros fora da série Atticus: Fistful of Rain, A Gentleman's Game e Private Wars. Estes dois últimos são tie-ins de sua série de histórias em quadrinhos Queen & Country.
Na década de 1990, Rucka foi colocado no cenário dos quadrinhos com sua série Whiteout, publicada através da Oni-Press. Altamente elogiada pela crítica, Whiteout foca-se num homicídio em uma base na Antártida. Sua continuação chama-se  Whiteout: Melt.  Com Whiteout, Rucka iniciou seu costume de escrever personagens femininas fortes e independentes.
Queen & Country, também publicado pela Oni Press, lida com espiões britânicos e é seu trabalho mais longo e mais pessoal. O primeiro volume de sua série foi concluído em julho de 2007 com a edição #32. Rucka afirmou que outro volume será retomado em algum momento em 2009.
A maioria dos trabalhos do Rucka hoje é para a DC Comics, onde ele é o atual escritor de Xeque-Mate. Além disso, Rucka foi co-escritor, juntamente com Geoff Johns, Grant Morrison e Mark Waid, da série semanal 52 e escritor de sua novelização. A série Gotham Central, que Rucka cocriou com Ed Brubaker, foi concluída por Rucka após Brubaker sair da DC para trabalhar exclusivamente para a Marvel. Tanto Rucka quanto Brubaker haviam trabalhado anteriormente com Batman e seu elenco de apoio na Detective Comics na sequência dos acontecimentos da história "Terra De Ninguém". Ele também escreveu diversas edições dos títulos Adventures of Superman e Wonder Woman.
Ele também fez trabalhos para a Marvel Comics (nas revistas Wolverine, Elektra e na minissérie Ultimate Daredevil e Elektra) e para a Image Comics.
O trabalho de Rucka, particularmente nos quadrinhos, atraíram elogios da crítica e dos fãs, e também ganhou vários prêmios, como o Eisner para Whiteout: Melt, Queen and Country e para o arco "Half Life" de Gotham Central (que também ganhou um Prêmio Harvey).
Ele participou do episódio "Dying in the Gutters" da série CSI: Crime Scene Investigation, no papel de assassino acidental de um colunita de quadrinhos que tentava matar Joe Quesada pelo seu papel determinante no fim de Gotham Central. Rucka também escreveu o argumento para o segmento "Crossfire" do anime Batman: Gotham Knights em que Crispus Allen, um personagem que ele criou, também aparece.
Em 2020, seu quadrinho autoral The Old Guard, criado em parceria com o desenhista  Leandro Fernandez, foi adaptado para um filme, produzido pela Netflix. Estrelado pela atriz Charlize Theron, o próprio Rucka foi responsável por roteirizar o longa.